# Рокленд (Мен)
Рокленд (англ. Rockland) — місто (англ. city) в США, в окрузі Нокс штату Мен. Населення — 6936 осіб (2020).
Місто є окружним центром округу Нокс. Є центром комерції середнього узбережжя штату Мен, економіка міста зосереджена на наданні послуг у сфері туризму.

## Географія

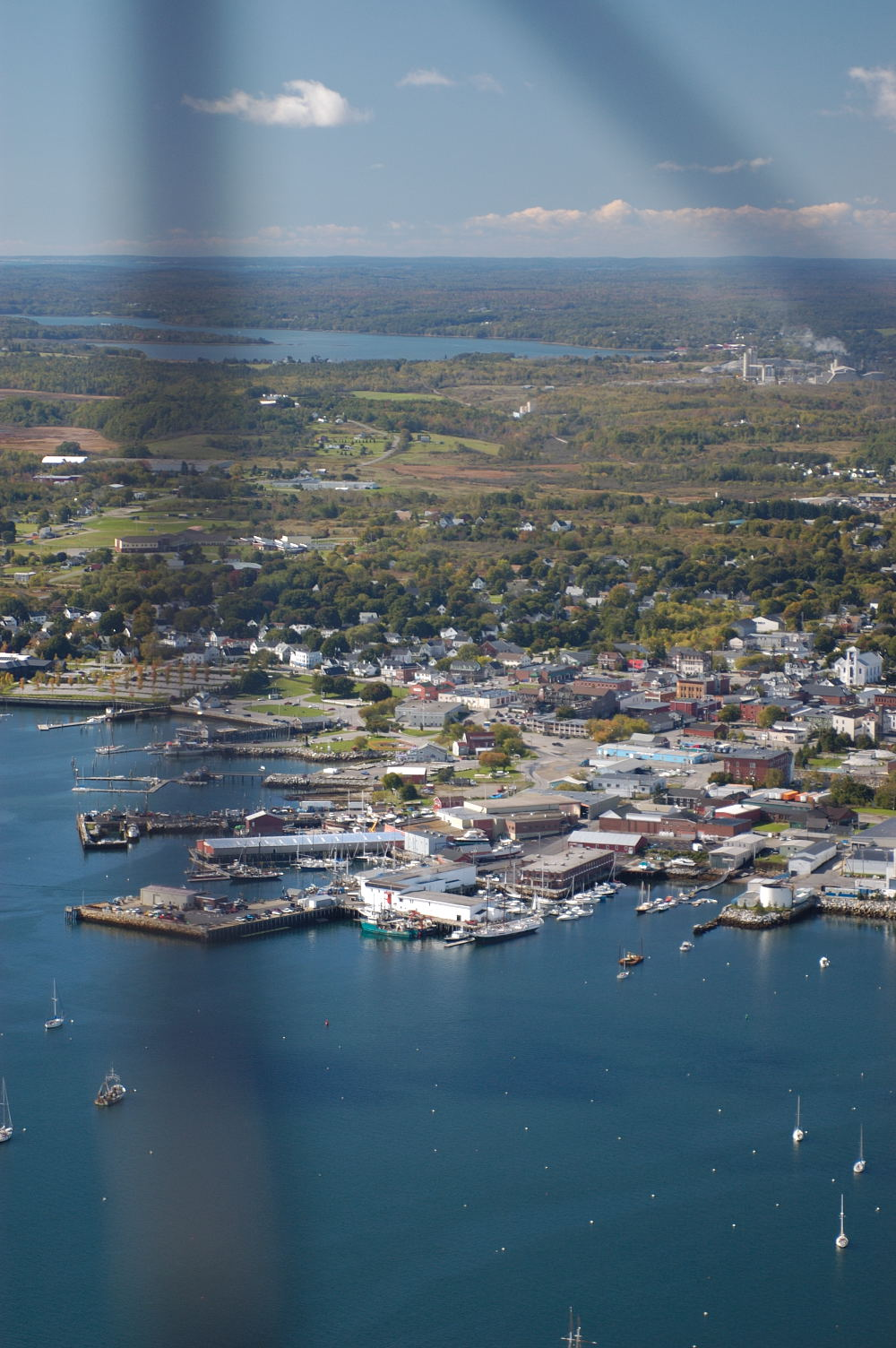
Фотознімок міста, 2003

Місто розташоване на березі бухти Пенобскот затоки Мен Атлантичного океану.
Рокленд розташований за координатами 44°7′25″ пн. ш. 69°7′51″ зх. д. / 44.12361° пн. ш. 69.13083° зх. д. (44.123586, -69.130864).  За даними Бюро перепису населення США в 2010 році місто мало площу 39,03 км², з яких 33,26 км² — суходіл та 5,77 км² — водойми.

### Клімат
| Клімат : Рокленд        | Клімат : Рокленд | Клімат : Рокленд | Клімат : Рокленд | Клімат : Рокленд | Клімат : Рокленд | Клімат : Рокленд | Клімат : Рокленд | Клімат : Рокленд | Клімат : Рокленд | Клімат : Рокленд | Клімат : Рокленд | Клімат : Рокленд | Клімат : Рокленд |
| Показник                | Січ.             | Лют.             | Бер.             | Квіт.            | Трав.            | Черв.            | Лип.             | Серп.            | Вер.             | Жовт.            | Лист.            | Груд.            | Рік              |
| Абсолютний максимум, °C | 14,4             | 16,1             | 23,3             | 26,7             | 35,0             | 34,4             | 35,6             | 33,9             | 32,2             | 27,8             | 23,3             | 17,2             | 35,6             |
| Середній максимум, °C   | −1,1             | 0,6              | 4,4              | 11,1             | 16,7             | 21,7             | 24,4             | 24,4             | 20,0             | 13,9             | 8,3              | 2,2              | 12,3             |
| Середня температура, °C | −6,7             | −4,4             | −0,6             | 6,1              | 11,7             | 16,7             | 20,0             | 19,4             | 15,0             | 8,9              | 3,9              | −2,8             | 7,3              |
| Середній мінімум, °C    | −12,2            | −10              | −5,6             | 0,6              | 6,1              | 11,7             | 15,0             | 14,4             | 10,0             | 3,9              | −1,1             | −7,8             | 2,1              |
| Абсолютний мінімум, °C  | −30              | −28,9            | −23,9            | −12,2            | −6,1             | −1,1             | 6,1              | 2,8              | −2,2             | −7,2             | −15,6            | −31,7            | −31,7            |
| Норма опадів, мм        | 108              | 102              | 122              | 128              | 105              | 103              | 87               | 83               | 115              | 131              | 145              | 127              | 1356             |
| ----------------------- | ---------------- | ---------------- | ---------------- | ---------------- | ---------------- | ---------------- | ---------------- | ---------------- | ---------------- | ---------------- | ---------------- | ---------------- | ---------------- |
| Джерело: weather.com    |                  |                  |                  |                  |                  |                  |                  |                  |                  |                  |                  |                  |                  |

## Демографія
Згідно з переписом 2010 року, у місті мешкало 7297 осіб у 3423 домогосподарствах у складі 1744 родин. Густота населення становила 187 осіб/км².  Було 3925 помешкань (101/км²).
Расовий склад населення:
| - 95,8 % — білих - 0,7 % — азіатів - 0,6 % — чорних або афроамериканців - 0,4 % — корінних американців - 0,1 % — вихідців з тихоокеанських островів |

До двох чи більше рас належало 2,2 %. Частка іспаномовних становила 1,3 % від усіх жителів.
За віковим діапазоном населення розподілялося таким чином: 18,3 % — особи молодші 18 років, 62,0 % — особи у віці 18—64 років, 19,7 % — особи у віці 65 років та старші. Медіана віку мешканця становила 43,5 року. На 100 осіб жіночої статі у місті припадало 86,9 чоловіків;  на 100 жінок у віці від 18 років та старших — 84,7 чоловіків також старших 18 років.
Середній дохід на одне домашнє господарство  становив 47 877 доларів США (медіана — 39 077), а середній дохід на одну сім'ю — 60 530 доларів (медіана — 55 318). Медіана доходів становила 36 191 долар для чоловіків та 30 399 доларів для жінок. За межею бідності перебувало 14,2 % осіб, у тому числі 9,8 % дітей у віці до 18 років та 15,5 % осіб у віці 65 років та старших.
Цивільне працевлаштоване населення становило 3484 особи. Основні галузі зайнятості: освіта, охорона здоров'я та соціальна допомога — 20,1 %, роздрібна торгівля — 17,6 %, мистецтво, розваги та відпочинок — 16,2 %.

## Відомі особистості
У поселенні народився:
- Едвард Лоурі Нортон (1915—1998) — інженер та науковець.